# ألكسندرو كسيبريغي
ألكسندرو كسيبريغي (بالرومانية: Alexandru Csepreghi) مواليد 28 مارس 1987 في بايا ماري، هو لاعب كرة يد روماني. يلعب حاليا مع نادي كريتاي لكرة اليد. مثل منتخب رومانيا لكرة اليد.

## المسيرة الاحترافية
لعب مع مينور بايا ماري في الدوري الروماني من سنة 2004 إلى 2007، ثم لعب مع دوبروجا سود كونستانتسا من سنة 2007 إلى 2014، ثم لعب مع نادي كريتاي لكرة اليد في الدوري الروماني في سنة 2014.

## الإنجازات
- الدوري الروماني لكرة اليد:
  - الميدالية الذهبية: 2009، 2009–10، 2010–11، 2011–12، 2012–13، 2013–14
  - الميدالية الفضية: 2008
  - الميدالية البرونزية: 2005
- كأس أوروبا لكرة اليد:
  - المركز الرابع: كأس أوروبا لكرة اليد 2013–14
- كأس أبطال الكؤوس الأوروبية لكرة اليد:
  - ربع النهائي: 2007، 2009